# Botschaftsfunk

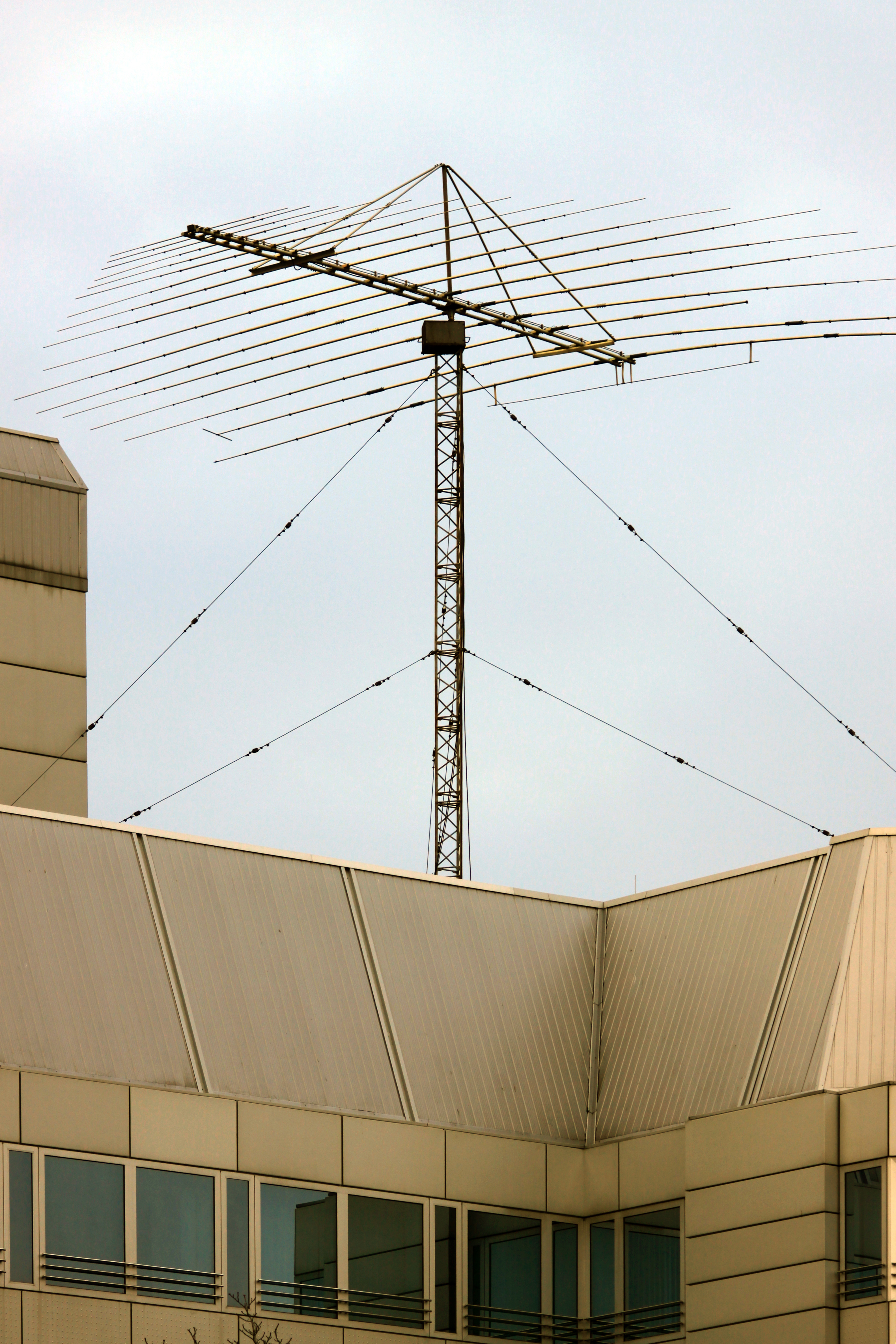
Kurzwellenrichtantenne auf der Botschaft der VR China in Berlin

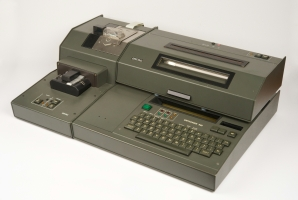
Chiffriergerät für Fernschreib-Verbindungen

Diplomatische Depesche von Bern nach Moskau (1972)

Als Botschaftsfunk wird der Funkverkehr zwischen den diplomatischen Vertretungen (Botschaften, Konsulate u. a.) und dem Heimatland bezeichnet. Zweck ist eine sichere und störungsunanfällige Kommunikation zu gewährleisten, unabhängig von nationalen Kommunikationsnetzen und kommerziellen Anbietern.

## Geschichte
In den 1920er-Jahren wurden in vielen Botschaften Kurzwellen-Röhrensender installiert, die mittels Morsetelegraphie Botschaften in das jeweilige Heimatland sendeten. Politische und strategische Nachrichten wurden meist verschlüsselt. Da Botschaften schon immer auch ein wichtiger Standort für nachrichtendienstliche Aktivitäten waren, gewann die Übermittlung von Nachrichten von diplomatischen Vertretungen an das Heimatland im Vorfeld und während des Zweiten Weltkrieges zunehmend an Bedeutung.
Mit Beginn des Kalten Krieges wurde auf eine vom Gastland unabhängige Kommunikationsinfrastruktur geachtet und weltweit systematisch Kurzwellennetze zwischen den Botschaften und dem Heimatland installiert.
Als am 11. September 2001 im Raum Washington und New York alle öffentlichen Kommunikationsmittel inklusive Satellitenverbindungen ausfielen, hielt die Schweizer Regierung über ihr Botschaftsfunksystem Kontakt zu der Schweizer Botschaft in Washington.
Auch bei dem schweren Erdbeben in Chile im Mai 2010 fielen die regulären Kommunikationswege aus oder waren überlastet. Die deutsche Botschaft in Santiago blieb über Funk mit dem Auswärtigen Amt in Berlin verbunden und koordinierte ihre Mitarbeiter in Chile über ein internes Funknetz.

## Technik
Traditionell wird im Botschaftsfunk Kurzwellenfunk eingesetzt. In der Anfangszeit wurden Botschaften per Morsetelegraphie übermittelt, später per Funkfernschreiben und Fax (Bildübertragung). Zunehmend spielt der internationale Satellitenfunk eine Rolle, wobei auch dieser leicht abgehört werden kann. Funksignale von Botschaften sind häufig für die Fernmeldeaufklärung (Signals Intelligence) anderer Länder von Interesse. Die elektronische Aufklärungsorganisationen von Regierungen, wie die National Security Agency (USA), das Government Communications Headquarters (UK), die Försvarets Radioanstalt (Schweden), die "Bundesstelle für Fernmeldestatistik" (Abteilung 2 des Bundesnachrichtendienstes) und andere hören den Funkverkehr fremder Botschaften ab und werten gewonnene Informationen aus.

## Deutschland
Das Auswärtige Amt der Bundesrepublik Deutschland betrieb ein Kurzwellenfunknetz, um mit seinen Botschaften und Konsulaten weltweit in Verbindung zu bleiben.
Es wurde durch Internetkommunikation vollständig ersetzt, die Kurzwellenantennen in Bonn sind in den späten 1990er-Jahren abgebaut worden.

## Schweiz
Die Schweiz betrieb ein Kurzwellenfunknetz für ihre Botschaften. Dieses wurde vom Eidgenössischen Departement für auswärtige Angelegenheiten (EDA) und dem Eidgenössischen Departement für Verteidigung, Bevölkerungsschutz und Sport (VBS) betrieben.
Die Schweizer Armee stellte auch die Aus- und Weiterbildung militärischer Spezialisten für den Einsatz in außerordentlichen Lagen sicher. Hierfür war die Führungsunterstützungsbrigade 41 (FU Br 41) zuständig.
Der Betrieb des Schweizerischen Botschaftsfunkes wurde 2015 eingestellt.